# Giorgio Tavecchio
Giorgio Tavecchio (* 16. Juli 1990 in Mailand, Italien) ist ein italienischer American-Football-Spieler auf der Position des Kickers.

## Frühe Jahre
Tavecchio ging auf die High School in Moraga, Kalifornien. Später besuchte er die University of California in Berkeley.

## NFL

### San Francisco 49ers
Nachdem er im NFL Draft 2012 nicht ausgewählt worden war, unterzeichnete er einen Vertrag bei den San Francisco 49ers. Hier unterschrieb er einen Dreijahresvertrag.

### Green Bay Packers
Am 26. März 2013 unterschrieb Tavecchio einen Dreijahresvertrag bei den Green Bay Packers. Am 26. August 2013 wurde er entlassen.

### Detroit Lions
Am 1. Januar 2014 unterschrieb Tavecchio einen Vertrag bei den Detroit Lions. Am 25. August 2014 wurde er entlassen.

### Oakland Raiders
Nachdem er zunächst am 27. August 2014 einen Vertrag bei den Oakland Raiders erhalten hatte, wurde er nur drei Tage später wieder entlassen. Am 23. Februar 2015 unterschrieb er erneut bei den Raiders, am 5. September wurde er jedoch wieder entlassen. Am 5. Januar 2016 unterschrieb Tavecchio einen Zweijahresvertrag bei den Raiders. Am 29. August wurde der Vertrag jedoch wieder aufgelöst. Am 19. April 2017 wurde wieder dem Team hinzugefügt, nach den Roster Cuts erhielt er einen Platz im Practice Squad der Raiders. Am 9. September 2017 wurde er zum aktiven Kader hinzugefügt, nachdem sich dessen eigentlicher Placekicker Sebastian Janikowski verletzt hatte.
Sein erstes NFL-Spiel absolvierte er am 10. September 2017 gegen die Tennessee Titans, wo er alle vier Field Goals und zwei Extrapunkte verwandelte. Mit dieser Leistung wurde er zum NFL Special Teams Player of the Week gewählt. Er beendete die Saison mit 33 von 34 verwandelten Extrapunkten und 16 von 21 verwandelten Field Goals.
Am 3. August 2018 unterzeichnete Mike Nugent einen Vertrag bei den Oakland Raiders, woraufhin Tavecchio entlassen wurde.

### Atlanta Falcons
Am 27. August 2018 unterzeichnete Tavecchio einen Vertrag bei den Atlanta Falcons. Am 1. September 2018 wurde er wieder entlassen. Am 10. Oktober 2018 erhielt er erneut einen Vertrag, nachdem sich Matt Bryant verletzt hatte. In seinem ersten Spiel für die Falcons erzielte er zwei von zwei Extrapunkten und alle drei Field Goals, unter anderem ein 56-Yards-Field-Goal. Nach dieser Leistung wurde er zum zweiten Mal in seiner Karriere zum NFL Special Teams Player of the Week gewählt. Obwohl Bryant sich noch während der Saison von seiner Verletzung erholte und auch wieder bei den Falcons als Kicker auf dem Platz stand, wurde Tavecchio im Kader behalten. Am 31. August 2019 wurde Tavecchio dennoch entlassen.

### Tennessee Titans
Am 10. November 2020 verpflichteten ihn die Tennessee Titans für ihren Practice Squad.

## ELF
Am 8. Juli 2021 wurde Tavecchio von den Barcelona Dragons aus der European League of Football (ELF) verpflichtet. Beim Spiel gegen die Frankfurt Galaxy am 17. Juli gab Tavecchio sein Debüt für die Dragons und erzielte dabei unter anderem ein Field Goal aus einer Entfernung von 56 Yards.
Nach zwei Jahren in Barcelona wurde Tavecchio von den Milano Seamen verpflichtet, die 2023 neu in die ELF starten. Er wird dort auch als Kicker Coach tätig sein.